# Andrew Foster (éducateur)
Pour les articles homonymes, voir Andrew Foster.
Andrew Jackson Foster, né le 27 juillet 1925 à Birmingham en Alabama aux États-Unis et mort le 12 mars 1987 dans un accident d'avion au Rwanda, est un missionnaire chrétien Américain qui a œuvré pour l'éducation des sourds en Afrique de 1956 à sa mort. C'est le premier Afro-Américain sourd à avoir obtenu un baccalauréat au Gallaudet College ainsi qu'une maîtrise à l'université de l'Est du Michigan. Il reçoit ensuite une autre maîtrise au Seattle Pacific Christian College, il fonde la Mission chrétienne pour les sourds africains en 1956 et part pour l'Afrique Occidentale où il fonde une trentaine d'écoles pour sourds et introduit la langue des signes américaine.

## Biographie

### Enfance
Andrew devient sourd à la suite d'une méningite cérébrospinale à 11 ans. Il fréquente l'école pour les sourds de couleur de l'Alabama de  Talladega. En 1942 sa famille déménage à Détroit et il travaille dans une usine d'équipement militaire tout en étudiant la nuit. La conférence tenue par un missionnaire sur les Jamaïcains sourds l'incite à choisir une carrière évangélique. Il devient le premier étudiant noir du Gallaudet College et y reçoit son baccalauréat en 1954, puis un diplôme honorifique en 1970.

### Mission en Afrique
En 1956, Andrew fonde la Mission chrétienne pour les sourds africains (en anglais : Christian Mission for the Deaf African) et crée sa première école à Accra, au Ghana, puis 30 autres dans différents pays d'Afrique occidentale et centrale. En 1974, il existe 74 écoles pour les sourds en Afrique, six fois plus que les 12 qui existaient avant qu'il ne commence sa mission.

### Fin de sa vie
Andrew meurt dans un accident d'avion au Rwanda en 1987.

## Distinctions et récompenses
- Prix Edward Miner Gallaudet Award par l'Université Gallaudet en 1975[3]